# SN 1994X
SN 1994X – supernowa typu Ia odkryta 15 sierpnia 1994 roku w galaktyce A001520-2453. W momencie odkrycia miała maksymalną jasność 18,50m.